# 언론인권상
언론인권상은 언권인권에 대하여 모니터링을 하는 사단법인 언론인권센터가 언론인권에 기여한 개인이나 단체에 대하여 시상하는 상이다.

## 역대 수상자
| 연도          | 분야       | 수상자                                                                                          | 수상 사유 |
| ------------- | ---------- | ----------------------------------------------------------------------------------------------- | --- |
| 2002년 제1회  | 본상       | 민중의 소리                                                                                     | 2002년 미군 장갑차에 의해 숨진 여중생 효순이.미선이의 죽음에 대한 심층보도로 주한미군의 위상 문제와 소파개정의 필요성에 대해 전 국민적 공감대 형성하고 방미투쟁단 동행취재와 촛불시위에 대한 지속적인 보도로 2002년 우리사회 인권신장에 크게 기여 |
| 2002년 제1회  | 특별상     | MBC 이제는 말할 수 있다 - 유서 대필 사건                                                        | |
| 2003년 제2회  | 특별상     | MBC 신강균의 뉴스서비스 사실은…' ‘사실은 놓치고 사람만 잡은 기자들’편                           | |
| 2004년 제3회  | 본상       | MBC 시사매거진2580 '유령의 친구찾기' 취재팀                                                     | 삼성SDI 직원에 대한 회사측의 불법 위치추적 의혹을 심층보도, 노동ㆍ정보인권 향상에 기여 |
| 2004년 제3회  | 특별상     | EBS '미디어 바로 보기'                                                                          | 미디어에 의한 인권침해 문제를 지속적으로 부각하고 대응방안 소개 |
| 2005년 제4회  | 본상       | 오마이뉴스 노충국 특별취재                                                                      | |
| 2005년 제4회  | 특별상     | 서울신문 '인권선진국으로 가는 길' 기획취재                                                      | 한국 인권의 현주소를 진단하고 발전적인 미래를 모색 |
| 2005년 제4회  | 특별상     | KBS 미디어포커스                                                                                | |
| 2006년 제5회  | 본상       | 한겨레신문 국내뉴스부문 24시팀 김기성·유신재 기자의 ‘구치소 교도관 여성재소자 상습 성추행·자살’ | 자칫 묻혀질 뻔한 사건을 들춰내 진상 조사와 제도 개선 |
| 2006년 제5회  | 특별상     | SBS ‘긴급출동 SOS 24’                                                                           | |
| 2006년 제5회  | 특별상     | 교육방송 ‘똘레랑스’                                                                             | |
| 2007년 제6회  | 본상       | 프레시안 여정민 기자                                                                            | 2006년부터 노동분야를 담당하며 KTX ·새마을호 승무원 문제, 이랜드 비정규직 대량해고 사태 등을 지속적으로 보도해 비정규직 문제를 우리 사회가 풀어야 하는 중요한 사회·인권문제로 부각 |
| 2007년 제6회  | 특별상     | SBS 그것이 알고 싶다 '잊혀진 60년, 현해탄을 건너온 아내들 편'의 강범석 PD                       | 일본인 아내들의 인권문제를 조명 |
| 2007년 제6회  | 특별상     | 서울신문 박지윤·유지혜·김효섭 기자                                                              | 연재기획으로 아동·청소년 성범죄 문제와 그 대안을 제시 |
| 2008년 제7회  | 본상       | 내가 정말 죄를 지었나요? (MBC PD수첩 787회)                                                     | ‘촛불정국’ 때 유모차 부대 엄마들과 광고 불매운동 네티즌에 검찰이 과도한 공권력을 행사했다는 내용 |
| 2008년 제7회  | 특별상     | 다음 아고라 네티즌들                                                                            | 직접 민주주의의 장으로서 시민적 권리의 개선에 큰 기여 |
| 2009년 제8회  | 본상       | SBS 그것이 알고싶다]- 선생님 학교에 다니고 싶어요, 고3 혜원이의 선택                            | |
| 2009년 제8회  | 특별상     | EBS 지식채널e                                                                                   | 감각적인 영상과 음악으로 짧지만 강렬한 메시지 |
| 2009년 제8회  | 특별상     | 세계일보 특집- 범죄피해자 지원 선진국을 가다                                                    | ‘범죄피해자 지원 선진국을 가다’에서 1987년 이후 21년 동안 묶여 있는 범죄피해자 구조금의 문제점을 파헤쳤다. |
| 2010년 제9회  | 본상       | MBC PD수첩 ‘이 정부는 왜 나를 사찰했나’                                                         | 불법 민간인 사찰을 공론화하여 침해받는 시민의 인권보호에 기여 |
| 2010년 제9회  | 본상       | 프레시안 경제팀                                                                                 | 양극화된 노동환경에 주목하고, 대기업의 사회적 책임을 제기해 심층 취재한 점 평가 |
| 2010년 제9회  | 특별상     | 창원MBC <대찬토크 말쌈> ‘인권에세이-여기 사람이 있다’                                           | 경남 지역민의 삶을 조명해 인권 감수성을 이끌어냈다. |
| 2010년 제9회  | 특별상     | CBS라디오 <시사자키 정관용입니다>                                                               | G20 보도에서 벗어나 전태일 열사 40주기 기획과 기륭전자의 노사 쟁점을 공평하게 보도 |
| 2010년 제9회  | 특별공로상 | 1인 미디어 ‘생명의 편지’ 운영자 최병성 목사                                                     | 시멘트 제조과정의 유해물질과 4대강 사업의 문제점을 끈기 있게 취재 |
| 2011년 제10회 | 본상       | 한겨레신문 오피니언면 기획시리즈 ‘낮은 목소리’                                                  | 제도적이고 구조적으로 해결해야 할 과제, 우리 사회 구성원의 인식의 변화를 필요로 하는 문제들을 전문가의 의견과 사례를 통해 지속적으로 다루고 있다 장애인 인권문제를 국민적 관심으로 전환하고, 사회복지사업법 개정 등 법적, 제도적 해결책을 이끌어 내는 동력을 제공 |
| 2011년 제10회 | 특별상     | 도가니                                                                                          | 장애인 인권문제를 국민적 관심으로 전환하고, 사회복지사업법 개정 등 법적, 제도적 해결책을 이끌어 내는 동력을 제공 |
| 2011년 제10회 | 특별상     | 김미화                                                                                          | 비방성보도로 명예를 훼손한 <<독립신문>>을 상대로 한 언론소송에서 승소하는 등 언론의 잘못에 대해 직, 간접적으로 경고를 주는 활동을 해왔다는 점이 높이 인정 |
| 2012년 제11회 | 본상       | 두개의 문                                                                                       | 용산참사 경찰진압 사건을 다룬 영화 |
| 2012년 제11회 | 특별상     | 쌍용차 해고자의 눈물                                                                            | 쌍용차 해고자의 눈물은 노동인권의 문제가 해고자 당사자만이 아니라 아내와 아이들, 가족 모두의 일상의 삶과 정신에 어떤 영향을 미치는 지를 새로운 시각에서 보도 |
| 2012년 제11회 | 특별상     | EBS 배움너머‘ 제작팀                                                                            | 어린이들의 인권 감수성을 교육하는 프로그램이라는 점에 주목했습니다. 교육, 환경, 여성 그리고 중동의 국가 분쟁 속에서 인권 문제를 어린이, 청소년의 시각에서 바라보고 전지구적인 관점에서 우리 어린이들의 인성교육을 위한 매우 적절한 콘텐츠를 제공 |
| 2013년 제12회 | 본상       | KBS <추적60분-서울시 공무원 간첩사건>                                                           | 레드컴플렉스 갈등을 겪고 있는 우리 사회에서 우리가 막연히 짐작하던 국가의 탈북자 인권 유린의 현장을 포착하고 통일의 여러 과정과 단계에서 우리가 무엇에 주의를 기울여야 하는 지를 밝혀주었다. |
| 2013년 제12회 | 특별상     | 한겨레신문 사회부 <보조출연자의 인권>                                                           | 한류의 과실과 과시적 홍보 속에서 은폐되고 있는 엑스트라 노동자의 현실, 사회적 환경감시를 외치고 공익 캠페인으로 공공성을 내세우는 거대 지상파들이 드라마 왕국의 어두운 현실 |
| 2013년 제12회 | 특별상     | KBS 다큐멘터리 <파노라마-직업성 암>                                                             | |
| 2013년 제12회 | 특별상     | 대전MBC 다큐멘터리 <시사플러스-어느 AS기사의 죽음>                                              | 경제의 구조적인 모순 속에서 인권의 사각지대를 잘 조명 |
| 2013년 제12회 | 특별상     | SBS스페셜 <감시 사회>                                                                           | |
| 2015년 제13회 | 본상       | 시사IN ‘그날, 언론이 흉기가 되었다’(344호)                                                      | 언론매체들의 경쟁보도로 인한 반인권적 취재 행태를 고발했다. 2014년 경북 칠곡 계모 아동학대 사망 사건이 벌어지자 <조선일보>는 사망한 아이의 언니가 머물던 아동보호센터 화장실에 들어가 문을 닫은 후 인터뷰를 시도했다는 등의 내용이 그대로 폭로됐다. 또, 2012년 나주에서 벌어진 아동 납치 성폭행 사건에서 <경향신문> 또한 은진(가명)이의 그림일기장을 입수해 1면에 실으며 비판 |
| 2015년 제13회 | 특별상     | SBS 그것이 알고 싶다 ‘홀로코스트, 그리고 27년-형제복지원의 진실’ 배정훈 프로듀서                | 27년 전 과거의 사건이 현재진행형으로 지속되고 있음을 밝히고, 이 사건을 바라보는 우리사회의 무관심에 대해 자성의 목소리를 이끌어내는데 기여했다 |
| 2015년 제13회 | 특별상     | 다큐멘터리 <세월호 골든타임, 국가는 없었다>를 제작한 <뉴스타파>와 <4·16기록단>                  | 지상파와 주요언론이 세월호 사건의 진상규명 등 제대로 된 보도를 하지 않고 있는 상황에서 제작된 소중한 작품”이라며 “이들의 기록은 세월호 사건 당사자들에게 위로가 됐고, 국민들에게는 진실을 알리는데 기여 |
| 2016년 제14회 | 본상       | 한겨레신문 최우리 기자 <용산참사 6년...'시계방' 사장님은 '경비원'이 됐다>                       | 용산 철거민 23가구를 취재하며 쫓겨난 이들의 삶을 섬세하게 조명한 기획력 발휘 |
| 2016년 제14회 | 특별상     | EBS <한국인의 집단심리_우리WE>                                                                  | 인권감수성을 높이는데 기여 |
| 2016년 제14회 | 특별상     | 부산KBS <부산NOW>                                                                               | 지역의 이슈들에 회피하지 않고 맞선 보도로 뛰어났다. |
| 2017년 제15회 | 본상       | 그것이 알고 싶다 안윤태PD '살수차 9호의 미스테리 - 백남기 농민 사망 사건의 진실                 | 국민의 인권보호라는 측면에서 언론이 해야 할 사회적 책무에 충실 |
| 2017년 제15회 | 특별상     | 한겨레신문 사회2부 홍용덕, 박임근, 김영동 기자 <나라슈퍼 3인조 강도>                            | 사법권력의 행위가 때로는 사회적 폭력이 될 수 있음을 일깨워 인권보호에 기여 |
| 2017년 제15회 | 특별상     | EBS 김민지 연출 하나뿐인 지구 - 이상한 나라의 죽음                                              | 국민건강을 보호해야 할 정부의 역할을 심층 조명 |
| 2018년 제16회 | 본상       | JTBC 사회3부 임진택, 김지아·박진규 기자 <삼성전자 반도체 직업병 관련 연속보도>                  | 삼성이라는 거대권력에 맞서 노동인권의 문제를 심도 있게 조명 |
| 2018년 제16회 | 특별상     | 세계일보 특별취재팀 김용출· 백소용·이우중·임국정 기자 <세계일보- 갈길 먼 공익제보>              | 공익제보자에 대한 사회적 인식 개선 및 공익제보자의 인권 보호에 기여 |
| 2018년 제16회 | 특별상     | EBS 교육뉴스부 오승재·이동현 기자 <마이너스 가정의 아이들-재혼가정 자녀인권보고서>              | 재혼가정 내 아동학대 문제를 조명함으로써 아동인권 문제에 대하여 심층 보도 |
| 2018년 제16회 | 특별상     | 시사IN 김영미 국제문제 전문 편집위원 <시사인 - 스텔라데이지호를 찾아서>                         | 심층취재를 통해 사고 선박의 사건 경위 전반에 대한 보도하여 재조명 |
| 2019년 제17회 | 본상       | KBS 대구방송총국 지우진·김지훈·김경민·전아영·유성은 PD <KBS 대구 특집10부작 - 기억, 마주서다>   | 지역사에 대한 새로운 성찰과 ‘대구·경북지역 보수화’ 그 이면에 대한 역사적 접근을 시도 |
| 2019년 제17회 | 특별상     | 부산일보 편집부 안준영·김준용 기자 <한국판 홀로코스트 형제복지원 절규의 기록 연속보도>          | 형제복지원 사건의 어두운 그림자를 들추어내고 우리 사회에 경각심을 불러일으켰으며 인권 신장에 기여하였을 뿐만 아니라, 실질적 피해회복에도 기여 |
| 2019년 제17회 | 특별상     | 한겨레 변지민·최민영·정환봉 기자 <천안함, 살아남은 자의 고통>                                   | 천안함 사건 생존병사들의 목소리를 인권의 시각에서 보도함으로써 진보와 보수의 정치적 프레임에 갇힌 우리 사회의 인식을 바꾸는 데 기여 |
| 2019년 제17회 | 특별공로상 | 김미숙 여사(고 김용균씨 어머니)                                                                 | 김미숙 여사는 태안화력발전소 사고 희생자인 비정규직인 김용균씨의 불의의 사고가 비정규직 노동자의 열악한 노동환경과 구조에서 기인한 것임을 알려 우리사회 비정규직 노동자의 안전과 인권을 확장하는데 크게 기여 |
| 2020년 제18회 | 본상       | 한겨레신문 <대한민국 요양보고서> (권지담·이주빈·황춘화·정환봉 기자)                             | 노인 요양문제, 요양보호사의 노동환경문제, 요양보호기관의 구조적 비리를 적극적으로 보도 |
| 2020년 제18회 | 특별상     | KBS 제주총국 <기다리다 죽는 사람들> (조세준·강인희·문준영 기자)                                 | 제주지역 병원의 중환자실 부족 실태와 구조적인 원인, 그리고 제주지역에 맞는 중증의료체계와 대안을 보도하며 제주지역의 열악한 의료현실을 고발 |
| 2020년 제18회 | 특별상     | MBC 보도국 인권사회팀 <장애인 인권증진 리포트> (이유경·남효정·홍의표·윤상문 기자)               | 비장애인의 시각에서 사회적 약자를 시혜적 관점에서 바라보는 '불쌍한 장애인' 프레임을 바꿔 그들이 직접 취재하며 장애인이 일상에서 느끼는 차별 보도 |